# Gaudiopolis

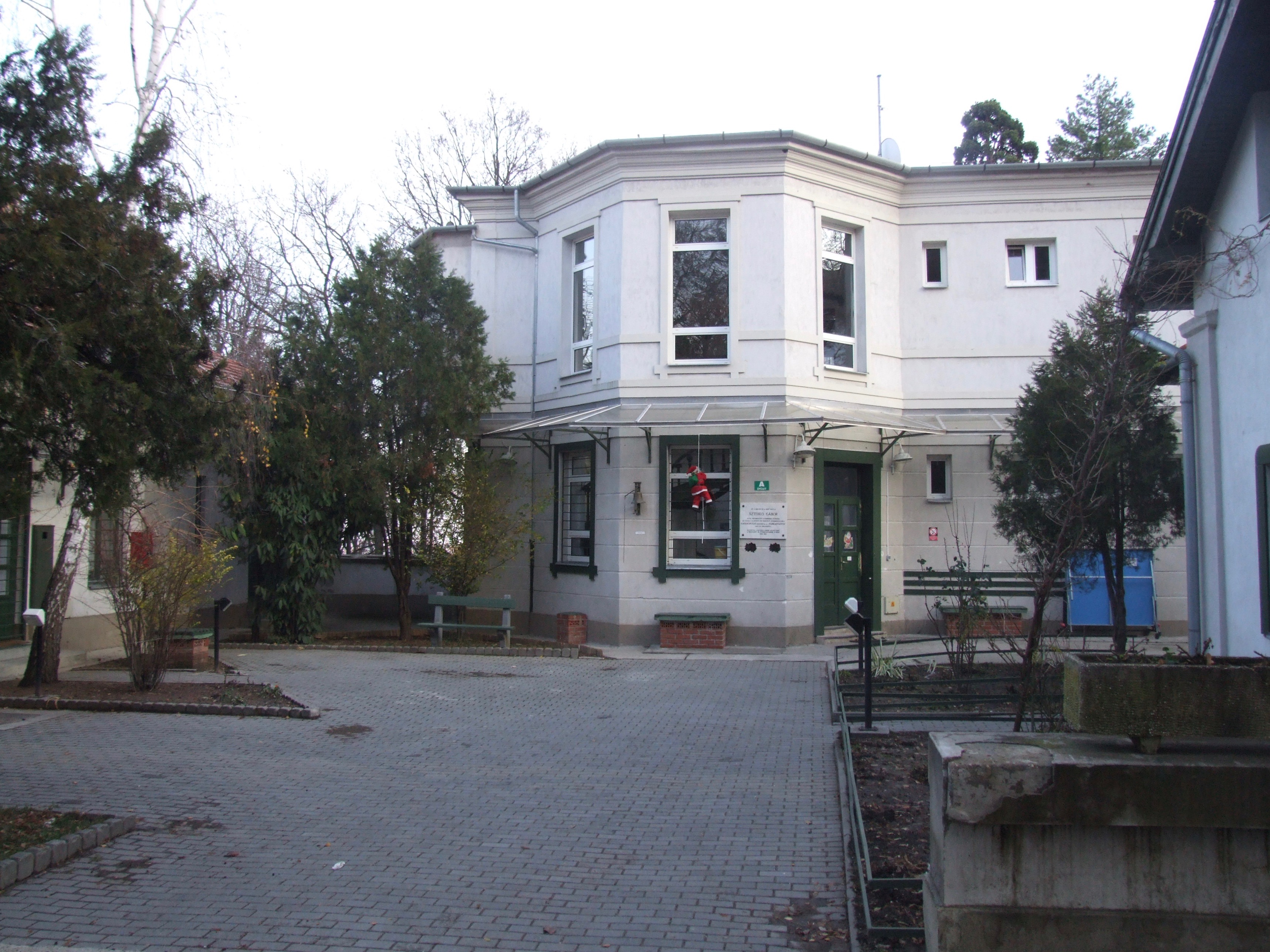
Gaudiopolis I

Gaudiopolis (lateinisch-griechisch Stadt der Freude) war eine selbst verwaltete Jugendrepublik im Nachkriegs-Budapest 1945–1951.

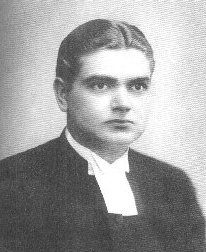
Gábor Sztehlo

## Geschichte
Gegründet wurde Gaudiopolis vom lutherischen Pastor Gábor Sztehlo, der bereits während der nationalsozialistischen Herrschaft in Ungarn über 2000 Juden gerettet hatte, mehrheitlich Kinder. Kurz vor Kriegsende besetzte er mit zahlreichen Kindern eine verlassene Villa an der Straße Budakeszi út, deren Bewohner vor der anrückenden Roten Armee geflohen waren. Als es in dem Haus zu eng wurde – in jedem Raum wohnten 10 bis 15 Waisen und Kriegskinder –, kamen weitere leerstehende Villen in der Nachbarschaft dazu.
Sztehlo wollte, dass die Kinder ihr Leben selbständig meistern und selbstkritisch soziale Grenzen überwinden konnten. Er regte die Schaffung einer Republik an, deren Organisation er den Kindern überließ. Es wurde eine Verfassung erstellt, ein Ministerpräsident gewählt, der Gapo-Dollar als Währung eingeführt, eine Zeitung gegründet, Richter und Polizisten eingesetzt; Sztehlo wurde zum Ehrenpräsidenten ernannt. Die Regierung saß im Haupthaus, der „Villa der Wölfe“. Die anderen Gebäude hießen „Schwalbenvilla“, „Regenbogenhaus“, „Villa der Eichhörnchen“ und „Mädchenburg“. Mädchen durften an den Regierungsgeschäften nicht teilnehmen.
Zum Lebensunterhalt waren Diebstahl und Betteln erlaubt, aber es entstanden auch Handwerksbetriebe, etwa eine Schreinerei und eine Nähstube. Der selbst angelegte Sportplatz wurde an andere Vereine vermietet. Mehrere Hilfsangebote lehnte Gaudiopolis ab, weil diese an unannehmbare Bedingungen geknüpft waren: die katholische Kirche wollte nur getaufte Kinder akzeptieren, eine jüdische Organisation nur jüdische Kinder unterstützen. Das Rote Kreuz lieferte schließlich Lebensmittel, ohne Bedingungen zu stellen.
Gegen Langeweile, die als Ursache von Konflikten gesehen wurde, gab es ein umfangreiches Freizeitangebot, darunter Tanzen, Filme, Ausflüge, die Olympischen Spiele von Gaudiopolis und Vorträge eingeladener Erwachsener.
1951 ordnete der kommunistische Diktator Mátyás Rákosi an, dass Gaudiopolis verstaatlicht wurde. Sztehlo arbeitete danach in einem Altersheim. 1961 folgte er seiner Frau und den beiden Töchtern in die Schweiz, die nach Niederschlagung der Revolution 1956 geflüchtet waren. Auch viele der Bewohner von Gaudiopolis gingen ins Ausland.
Heute erinnert eine Gedenktafel am Haus Budakeszi út 48 im 12. Budapester Bezirk an diese Episode der frühen Nachkriegsgeschichte.

## Erinnerung
An die Jugendrepublik erinnerte von Anfang 2018 bis 1. Juni 2018 eine Ausstellung in der Galerie für Zeitgenössische Kunst (GfZK), Leipzig, mit dem Titel Gaudiopolis – Versuch einer guten Gesellschaft.

## Spielfilme
- Somewhere in Europe / It Happened in Europe, Film von Géza Radványi, 1948 (Irgendwo in Europa)[6]
- Gaudiopolis – In memoriam Sztehlo Gábor, TV-Film, 96 min, Film von Erika Szántó[7]

### Theaterstücke
- Gaudiopolis Stadt der Freude -ein Performativer Museumsrundgang[8]